# Liberum veto
Le liberum veto (formule dérivée d'une phrase en latin signifiant « j'interdis librement ») était un outil parlementaire de veto en usage dans la Diète (le Parlement) de la république des Deux Nations (royaume de Pologne et grand-duché de Lituanie, unis par le traité de Lublin en 1569), entre 1651 et le 3 mai 1791 (date de la première constitution polonaise). 
Cet usage, fondé sur l'idée de l'égalité des nobles polonais entre eux, d'où ils tiraient le principe de l'unanimité du vote, autorisait un seul député à la Diète à imposer un arrêt immédiat de la session en cours en criant « Je n'autorise pas ! » (en polonais Nie pozwalam !), reportant toutes les mesures prises à la tenue d'une nouvelle diète. 
Le principe du liberum veto, élément essentiel du système politique de la république des Deux Nations, instaurait un pouvoir de contrôle illimité du pouvoir central par la noblesse, à l'opposé des systèmes de monarchie absolue en France, Espagne, Autriche, Prusse ou Russie, mais aussi du système britannique, où le contrôle du pouvoir exécutif par le Parlement était fondé sur le vote à la majorité, permettant au gouvernement de faire son travail tant qu'il disposait du soutien de la majorité des députés.
Les historiens considèrent l'usage du liberum veto comme la cause principale de la déliquescence de l'appareil politique de la république des Deux Nations et de son démembrement à la fin du XVIIIe siècle, lors des trois partages de la Pologne (1772, 1793 et 1795). En effet, la turbulente noblesse polono-lituanienne, de moins en moins capable de s'entendre pour former un gouvernement, va faire un usage croissant du liberum veto au point de paralyser toute action gouvernementale. Durant la période 1573–1763, sur les 150 diètes qui ont été tenues, près d'un tiers ont échoué à passer une quelconque législation, principalement à cause du liberum veto. À partir de 1736, plus aucune diète n'est arrivée à son terme normal.
Conséquence plus grave, les puissances voisines, principalement l'Empire russe et la Prusse, mais aussi l'Autriche, ont profité du chaos régnant au sein de la Diète pour s'immiscer dans les affaires internes de l'Union. Le liberum veto était un moyen idéal car il suffisait de soudoyer un seul député pour faire échouer toute mesure contraire à leurs intérêts (un autre moyen était l'intervention dans  l'élection du roi de Pologne durant chaque période d'interrègne). 
Selon l'historien Michel Mourre, « le plus extraordinaire est que, avec une disposition constitutionnelle aussi absurde, l'État polonais ait encore réussi à survivre pendant plus d'un siècle ». Dès le XVIIIe siècle, du reste, des penseurs et hommes politiques polonais considéraient le liberum veto comme néfaste et ont essayé de le supprimer : ces efforts ont abouti seulement en 1791 avec la constitution du 3 mai, qui n'a pas pu être appliquée très longtemps, puisqu'elle a provoqué la guerre russo-polonaise de 1792, première étape dans la disparition de la République en 1795.

## Histoire

### Origine
Le liberum veto a émergé du principe du consentement unanime, lui-même émanant des traditions politiques du royaume de Pologne des Jagellons, développées après 1569 dans le cadre de la république des Deux Nations.
Chaque député à la Diète, élu par les nobles d'une voïvodie réunis en diétine (sejmik), est responsable devant la diétine de toutes les décisions prises par la Diète. Comme tous les nobles sont considérés comme égaux, une décision prise par une majorité contre la volonté d'une minorité, même s'il ne s'agit que d'une seule diétine, est perçue comme une violation du principe d'équité politique.
Au départ, les députés dissidents étaient souvent convaincus par argumentation ou par intimidation de retirer leurs objections.
Lors de ses premières manifestations, le liberum veto était employé uniquement pour bloquer certaines lois, non pas pour dissoudre la chambre et rejeter l'ensemble des mesures adoptées. Par exemple, l'historien Władysław Czapliński montre que lors de la Diète de 1611, si beaucoup de résolutions étaient rejetées, d'autres étaient adoptées. Mais à partir du milieu du XVIIe siècle, la moindre objection à un point de la législation établie par la Diète, de la part d'un député ou d'un sénateur, entrainait automatiquement la fin de la session et le report des mesures envisagées à une nouvelle Diète, parce qu'on considérait que la législation adoptée par une Diète formait un tout indissoluble.

### La Diète de 1652
Une croyance commune veut que la première Diète interrompue par liberum veto ait eu lieu en 1652, sous le règne de Jean II Casimir Vasa, l'auteur de l'interruption étant un député de Troki, Władysław Siciński. 
En réalité, ce député n'a opposé son veto qu'à la poursuites des délibérations au-delà de la limite normale du temps de session,. Mais ce faisant, il avait créé un précédent,. 
Au cours des Diètes suivantes, le liberum veto n'a été utilisé qu'occasionnellement, puis on y a de plus en plus fréquemment eu recours.

### Le développement duliberum veto

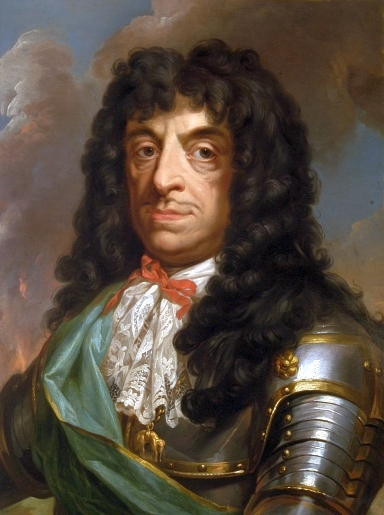
Jean II Casimir Vasa (1609-1672) après avoir échoué à abolir le liberum veto en 1665, abdique en 1668 pour terminer sa vie en France

Moins de vingt ans plus tard, en 1669, à Cracovie, la Diète est prématurément dissoute en raison d'un liberum veto avant que ses délibérations aient pu s'achever,, veto déposé par le député de Kiev, Adam Olizar. 
La pratique s'est ensuite emballée au point que la Diète de 1688 a été dissoute avant même que ses délibérations aient commencé et que son président soit élu,.
Pendant le règne de Jean III Sobieski (1674–1696), la moitié des réunions de la Diète est annulée par le liberum veto.
Ce procédé s'étend même du niveau national à celui des diétines.

### La période des rois saxons (1697-1763)
Dans la première moitié du XVIIIe siècle, sous les règnes d'Auguste II et d'Auguste III, il devient usuel que les sessions de la Diète soient annulées par liberum veto, étant donné que les voisins de la Pologne – surtout la Russie et la Prusse — utilisent cet outil parlementaire très commode pour bloquer toute tentative de réforme de l'État et de renforcement du gouvernement, en soudoyant des députés pour qu'ils exercent leur veto.
L'union de Pologne-Lituanie régresse du rang de puissance majeure dans l'est de l'Europe vers une anarchie institutionnalisée. Peu de Diètes ont pu être tenues à l'époque de la dynastie saxonne (1696–1763), la dernière en 1736. Seulement huit des dix-huit sessions de la Diète du règne d'Auguste II (1697–1733) ont donné lieu à des lois. Durant les 30 années de règne d'Auguste III (1733-1763), une seule session a été capable d'aboutir à des lois. Le gouvernement était au bord de l’effondrement tandis que le pays était dirigé de fait par les assemblées provinciales et les magnats locaux.
Durant la période 1573–1763, sur les 150 Diètes tenues, 53 d'entre elles ont échoué à voter une quelconque loi. L'historien Jacek Jędruch indique que sur les 53 Diètes ajournées, 32 l'ont été par liberum veto.

### Partisans et adversaires polonais duliberum veto

#### Le camp réformateur: la «Familia»
Les adversaires du liberum veto se regroupent à la fin du règne d'Auguste II autour de la maison Czartoryski, en une faction politique voulant des réformes (son idéal est la monarchie parlementaire britannique), appelée « la Familia » (en polonais : Familia), dirigée par Michał Fryderyk Czartoryski, vice-chancelier (1724-1752) puis grand chancelier de Lituanie (1752-1775). 
En 1733, la Familia est du côté de Stanislas Leszczynski, soutenu par la France, contre le fils d'Auguste II, soutenu par la Russie et l'Autriche. Après la défaite militaire de Stanislas (siège de Dantzig, 1734), son départ en Prusse, puis son retrait formel en 1736, la Familia décide de se rallier à Auguste III et de se rapprocher de la Russie, considérée comme seule capable de protéger la Pologne contre l'expansionnisme prussien. 
Par la suite les Czartoryski sont déçus par le manque d'intérêt d'Auguste III pour les réformes, mais ne renoncent pas pour autant à leur russophilie, contradictoire en fin de compte avec leur volonté de réformes, comme le montrera le règne suivant, celui de Stanislas II, issu de la maison Poniatowski, alliée des Czartoryski, ainsi que les Zamoyski.

#### Le camp conservateur
Pour les conservateurs, le liberum veto est l'essentiel de la « Liberté dorée » de la noblesse polonaise.
Face à la Familia, se forme une faction autour de l'hetman Jan Klemens Branicki, d'où son nom sous le règne d'Auguste III de « parti de l'hetman » (partia hetmanska), bien que, à la suite de la guerre de Sept Ans (1756-1763), Branicki se rapproche personnellement des Czartoryski, abandonnant son parti aux Potocki.

### L'interrègne (1763-1764) et le règne de Stanislas II (1764-1795)
Cette période est marquée par la volonté de réformer la gouvernance de l'Union.
L'interrègne qui commence en 1763 est marqué par une sorte de coup de force de la Familia, qui se traduit lors de la diète de convocation tenue en mai 1764, organisée sur le mode de la Diète confédérée, qui va produire une législation importante, limitant notamment l'usage du liberum veto. L'emprise de la Familia apparaît aussi avec l'élection d'un membre de la maison Poniatowski, Stanislas Antoine (1732-1798), qui devient Stanislas II Auguste. 
Les réformes de 1764 et celles de 1766 améliorent les procédures concernant le fonctionnement de la Diète. Elles introduisent la majorité de vote pour des sujets non-cruciaux (affaires économiques et fiscales) tout en interdisant le mandat obligatoire donné par les diétines aux députés.
La route vers les réformes n'est cependant pas aisée car les conservateurs, soutenus par les puissances étrangères, s'opposent à la plupart des changements et s'efforcent de défendre en particulier le liberum veto : cela aboutit à la confédération de Radom (1767) puis à la diète de 1767-1768, dite « Diète de Repnine », du nom de l'ambassadeur de Russie à Varsovie, Nicolas Repnine. Cette diète révoque les lois réformatrices et instaure les Lois Cardinales, une quasi-constitution selon les normes traditionnelles,.
Le liberum veto a finalement été aboli par la Constitution du 3 mai 1791, adoptée par la Grande Diète (confédérée) tenue de 1788 à 1792, qui établit de façon permanente le principe de la majorité. Les acquis de cette Constitution — que l'historien Norman Davies a qualifié de « la première Constitution de ce genre en Europe » — seront abrogés après la guerre de 1792 par la diète de Grodno, convoquée en 1793, sous la coupe de la Russie et de la Prusse, qui ratifie aussi le deuxième partage de la Pologne, suivi, moins de 2 ans plus tard, après l'insurrection de Kosciuszko, du troisième partage de la Pologne, mettant fin à l'existence de la république des Deux Nations.

## Points de vue contemporains sur leliberum veto

### Défavorables
Le politologue de l'université Harvard Grzegorz Ekiert (en), évaluant l'impact du liberum veto dans l'histoire de la république des Deux Nations, conclut :
« Le principe du liberum veto a préservé les aspects féodaux du système politique en Pologne, a affaibli le rôle de la monarchie, a conduit à l'anarchie de la vie politique, et a contribué au déclin économique comme politique de l'État polonais. Une telle situation a rendu le pays vulnérable aux immixtions étrangères et a conduit à sa chute finale. »
L'historien polono-américain de l'université Yale Piotr Stefan Wandycz (en) écrit que le « liberum veto est devenu le sinistre symbole de l'anarchie de l'ancienne Pologne ».
Le professeur de droit de l'université d'Illinois Wenceslas J. Wagner lui fait écho : « Certainement, il n'y a pas d'autre institution de l'ancienne Pologne à être plus vertement critiquée à l'heure actuelle que celle-ci. »

### Favorables
Le politologue Dalibor Roháč note en revanche que le « principe du liberum veto a joué un rôle important dans l'émergence de la forme unique du constitutionnalisme en Pologne » et a limité sensiblement les pouvoirs du monarque en créant la « primauté du droit, de la tolérance religieuse et un gouvernement constitutionnellement limité... la norme dans la Pologne de ce temps quand le reste de l'Europe était dévastée par la haine religieuse et le despotisme ».
Il était perçu comme un des principes-clés de la culture et du système politique d'alors, la Liberté dorée.